# Ми, наші улюбленці та війна
«Ми, наші улюбленці та війна» — документальний фільм 2024 року режисера Антона Птушкіна спільного виробництва української компанії «Все Сам» і канадської компанії Yap Films. Документальний фільм розповідає про відносини людей та їхніх тварин на тлі російського вторгнення в Україну. Фільм є режисерським дебютом блогера Антона Птушкіна, робота над яким тривала 1,5 роки.

## Сюжет
«Ми, наші улюбленці та війна» висвітлює історії людей та їхніх домашніх улюбленців на тлі російського вторгнення в Україну 2022 року. Збройна агресія Росії призвела до того, що багатьом людям довелося виїжджати зі своїх домівок у міста, на території яких не ведуться бойові дії. Рятуючись від війни, люди також рятували життя тварин, серед яких представлені: коти, собаки, ведмеді, леви, хамелеони, лемури, а також відомі тварини, такі як пес Патрон і кіт Шафа. Окрім українців у фільмі присутні громадяни інших країн, які також брали участь у цьому.

## Вихід
Документальний фільм «Ми, наші улюбленці та війна» відкрив 12-й кінофестиваль Doc Kyiv Fest, який проходив у Києві з 28 по 30 березня 2024 року.
Розповсюдженням фільму в Україні займається компанія Green Light Films, у широкий прокат кінострічка вийшла 4 квітня. За перший тиждень стрічка зібрала 2,3 млн доларів, що стало рекордом для документальних фільмів в українському прокаті.